# El Cortal Gran
El Cortal Gran és una masia al sud-oest del nucli urbà de la població de Sant Pere Pescador (Alt Empordà). S'hi arriba des de la carretera que porta al Riuet i al nucli de Sant Martí d'Empúries, agafant un camí de terra a mà dreta.

## Arquitectura
Aquesta gran masia fortificada catalogada a l'Inventari del Patrimoni Arquitectònic de Catalunya, és de planta quadrada amb pati central, formada per quatre cossos adossats amb les cobertes d'un sol vessant de teula, tot i que l'edifici principal també presenta un terrat central al qual s'accedeix a través d'un cos sobresortit a manera de torre. La construcció està bastida amb pedra desbastada de diverses mides disposada irregularment i lligada amb abundant morter de calç. Les refeccions són bastides amb maons i les cantonades presenten carreus de pedra ben desbastats. La construcció està distribuïda en planta baixa i dos pisos.
La façana principal presenta un gran portal d'arc de mig punt adovellat, amb un escut d'armes en baix relleu damunt seu. Al pis hi ha dues finestres rectangulars emmarcades amb carreus de pedra i protegides amb unes interessants reixes de ferro treballat. Les dues obertures del segon pis també estan emmarcades amb carreus, tot i que són de mida més petita i, als costats, presenten dues petites espitlleres fetes amb pedra desbastada. Al bell mig d'aquestes obertures hi ha un matacà o lladronera de maó sostingut per dos muntants de pedra. A l'extrem superior de la cantonada sud-est hi ha una garita de cos cilíndric i coberta cònica, amb el cossi de pedra i la resta de maó. Les altres façanes presenten la mateixa tipologia d'obertures rectangulars emmarcades amb carreus i amb les llindes planes. A la façana de llevant, algunes d'aquestes finestres estan enreixades i, al nivell del segon pis, es conserven dues espitlleres més. El cos superior que dona accés al terrat també presenta espitlleres i una finestra allindanada. A la banda est de la façana principal hi ha un edifici annex de planta rectangular, format per dos cossos adossats amb les cobertes de dues vessants, dels que destaquen els arcs de mig punt i apuntats bastits en maons a la façana de migdia. Entre les obertures hi ha contraforts de reforç de pedra.

## Història
L'any 1365, Francesc de Caramany comprà a Nicolau Sorell un cortal amb totes les seves terres pel preu de 1.500 sous, que fou la primera possessió d'aquesta família al municipi.
L'any 1671, el cortal apareix mencionat dins les propietats de Josep de Caramany, amb un total de 234 vessanes.
Aquest cortal apareix esmentat el 1771, quan Salvador de Caramany demana permís regi per a poder conrear arròs a les seves terres. El permís se li concedeix un any després, i es diu que els propietaris del molí de l'Armentera hauran de cedir-li l'aigua del canal. Posteriorment, el Cortal Gran de Sant Pere Pescador apareix esmentat a l'inventari post-mortem dels béns de Salvador de Caramany del dia 1 de maig de 1791.